# Callecita de mi barrio
Callecita de mi barrio – tango argentyńskie z muzyką Alberto Laporte i Otelo Gasparini, słowa Enrique Maroni. Nagrana po raz pierwszy przez Azucenę Maizani w 1925.
Polska wersja tej piosenki nazywa się Uliczka w Barcelonie i została napisana przez Michała Tyszkiewicza. Wykonała ją w 1929 Hanka Ordonówna wraz z Chórem Dana. Inne polskie wykonanie należy do Hanny Skarżanki (rok 1959), Wiery Gran (zachowane nagranie radiowe jest wykonywane w akompaniamencie Władysława Szpilmana), Sławy Przybylskiej (rok 1974), Hanny Banaszak (płyta Echa melodii zapomnianej, 2003). Piosenka została też nagrana jako muzyczna reklama na piłkarskie mistrzostwach świata w Hiszpanii w wykonaniu Bohdana Łazuki:
Uliczkę znam w Barcelonie
W uliczkę wyskoczy Boniek
Będzie słychać na stadionie
Brawo Polonia,
Brawo ten pan.